# Francesca Porcellato
Francesca Porcellato (ur. 5 września 1970 w Castelfranco Veneto) – włoska niepełnosprawna biegaczka i biegaczka narciarska. Trzykrotna mistrzyni paraolimpijska. Pięciokrotna mistrzyni świata.
Startowała na 8 Igrzyskach paraolimpijskich, 6 letnich i 2 zimowych.

## Medale Igrzysk Paraolimpijskich

### 2010
- – Biegi narciarskie – sprint 1 km st. klasycznym - osoby na wózkach

### 2004
- – Biegi – 100 m
- – Biegi – 800 m
- – Biegi – 400 m

### 2000
- – Biegi – 100 m

### 1992
- – Biegi – 400 m

### 1988
- – Biegi – 100 m
- – Biegi – 4 x 100 m
- – Biegi – 200 m
- – Biegi – 4 x 200 m
- – Biegi – 4 x 400 m

## Medale Mistrzostw Świata

### 2010
- – Biegi narciarskie – sprint 1 km st. klasycznym - osoby na wózkach

### 2007
- – Biegi – 800 m

### 2006
- – Biegi – 100 m
- – Biegi – 200 m

### 1999
- – Biegi – 100 m
- – Biegi – 200 m

### 1998
- – Biegi – 100 m
- – Biegi – 200 m

### 1997
- – Biegi – 100 m
- – Biegi – 200 m